# Chauffage par induction

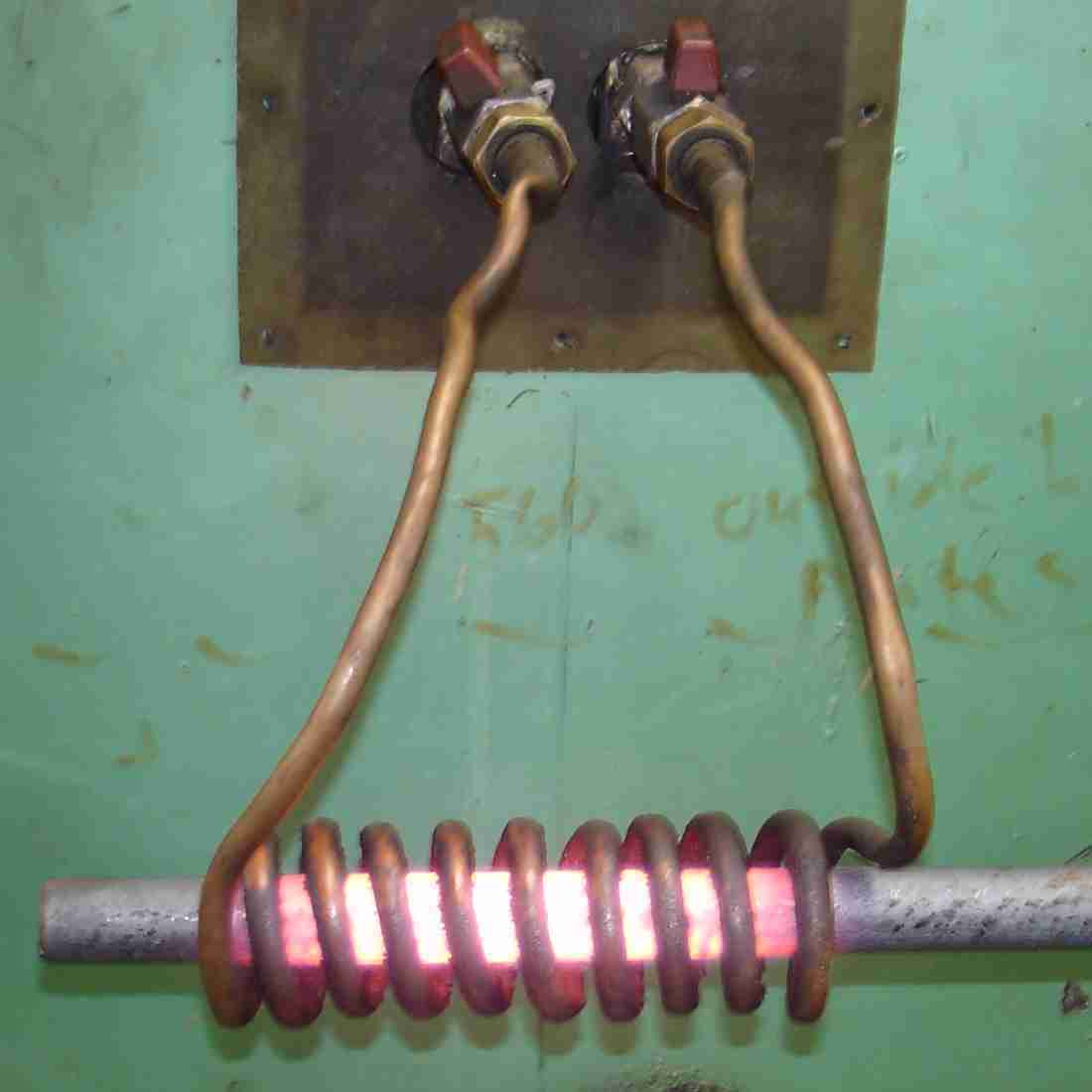
Chauffage par un solénoïde.

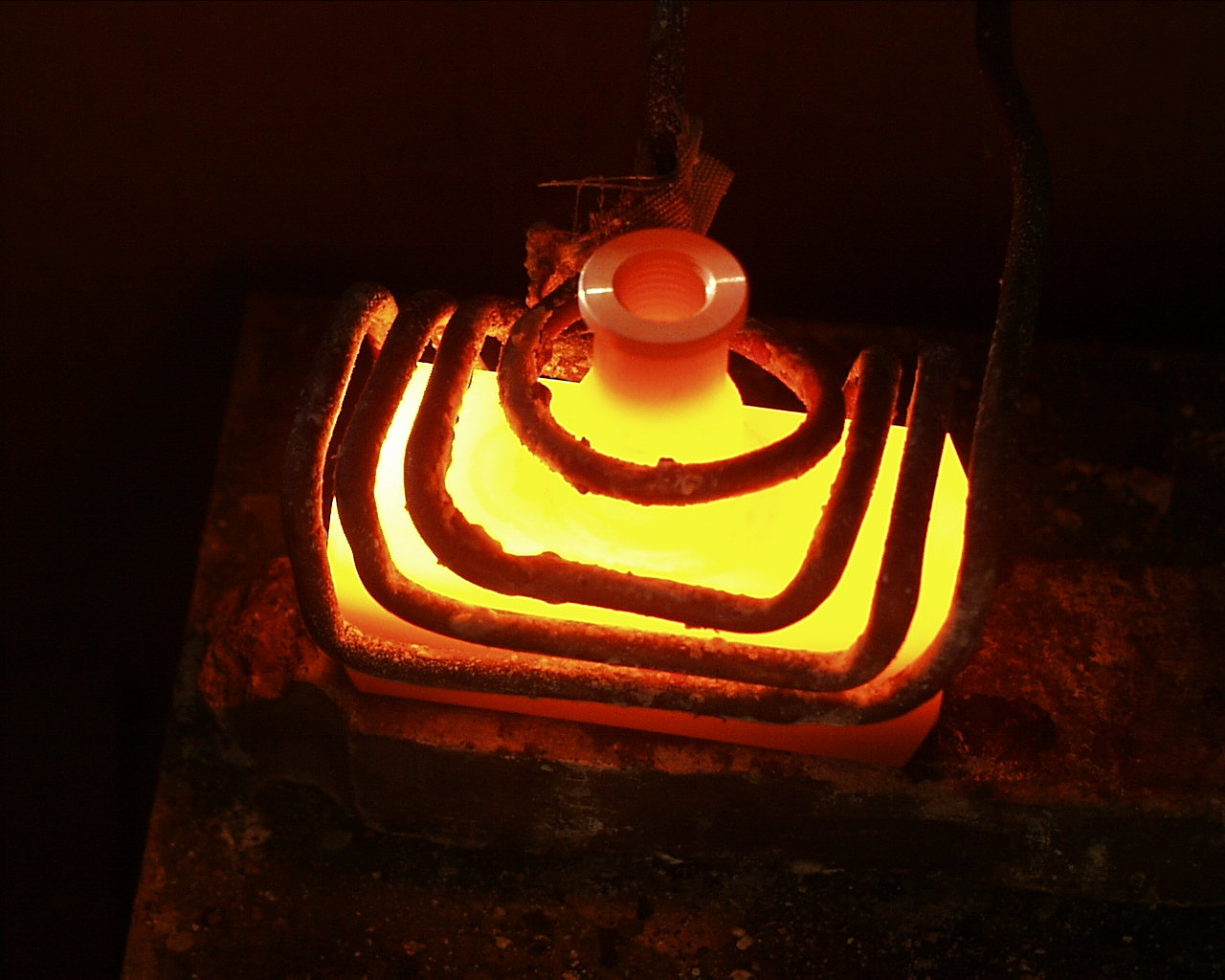
Chauffage par induction d'une bouteille en métal : la variation d'un champ magnétique induit des courants dans le corps de l'objet, qui échauffent celui-ci par effet Joule.

Un chauffage par induction est une technique de chauffage reposant sur l'induction électromagnétique. Son avantage est de chauffer des matériaux sans contact avec la source d'énergie.
Il existe deux principes de chauffage par induction : le chauffage par courants de Foucault, lié aux pertes par courants de Foucault générées par la résistance du matériau de la pièce à chauffer, et le chauffage par hystérésis, dans lequel la chaleur est produite par la variation de la polarité magnétique de la pièce à chauffer. Le chauffage par hystérésis n'est possible que jusqu'à la température de Curie de la pièce à chauffer.
Le corps à chauffer est plongé dans un champ électromagnétique variable, créé par la circulation d'un courant alternatif dans une bobine située à proximité, mais sans contact, avec ce corps à chauffer. L'énergie se dissipe alors à l'intérieur du corps sous forme de chaleur. Les plaques à induction domestiques sont un exemple concret d'utilisation de ce principe.
Le chauffage par induction ne s'applique qu'aux matériaux conducteurs de l'électricité (métaux et semi-conducteurs, essentiellement). Elle s'utilise couramment pour les techniques impliquant le chauffage d'un métal : trempe, soudure, fusion de métaux, thermoscellage de récipients ou encore pour le tirage de cristaux. Contrairement au chauffage par induction, les fours à micro-ondes utilisent les pertes diélectriques lors de haute fréquence, et ne s'applique pas au métal puisqu'il pourrait y avoir création d'arcs électriques.
Le plasma inductif est une variante de haute-technologie du processus par induction. Elle est utilisée entre autres pour la fabrication de la fibre de verre. Grâce à cette technique, on peut atteindre jusqu'à 10 000 degrés dans la matière, et ce, sans faire fondre l'environnement de production.

## Avantages du chauffage par induction
La chaleur inductive permet :
- de régler la chaleur à diffuser de manière précise. La chaleur se transmet beaucoup plus rapidement le long de l'objet qu'une chaleur par convection traditionnelle ;
- de chauffer des parties inaccessibles, par exemple des morceaux de métal, encastrés dans du bois, du PVC, ou d'autres, y compris le vide.
- Il est possible en réglant la fréquence de chauffer une épaisseur plus ou moins importante de la pièce. En effet plus la fréquence du champ magnétique est élevée plus les courants de Foucault induits se forment dans une épaisseur fine à la surface de la pièce. Cette propriété permet de tremper superficiellement des pièces en acier, la masse de la pièce servant de refroidisseur (pas besoin d'eau). On obtient un durcissement superficiel de la pièce sans affecter la résilience du cœur de la pièce ce qui est très favorable dans de nombreuses applications. Cette propriété fut mise en évidence dans la "réalisation d'un corps noir à  haute température par chauffage haute fréquence" (cf. C T Hua1 and  R Peyturaux1 Nouvelle Revue d'Optique Appliquée, volume 3, Number 1).
- une économie d'espace par rapport aux installations pour chauffage par convection dans la mesure où la chaleur est présente elle-même dans la matière, la radiation thermique est alors très réduite ;
- de meilleures conditions de travail sans saleté ni fumée par rapport aux installations traditionnelles de chauffage ;
- d'avoir une rentabilité beaucoup plus importante, conditionnée par une moindre perte de chaleur et d'émission.

## Inconvénients du chauffage par induction
- lors de mauvaises manipulations, d'autres objets peuvent être involontairement chauffés. Pour y remédier, on utilise le procédé d'émulsion ou le refroidissement par eau ;
- des coûts d'acquisition élevés pour les fortes puissances ;
- des champs électromagnétiques peuvent apparaître ce qui peut alors perturber l'environnement, lorsque les isolations sont mauvaises ou bien lorsqu'il y a une protection HF (haute fréquence).